# 五十嵐太郎
五十嵐 太郎（いがらし たろう、1967年（昭和42年）3月17日 - ）は、日本の建築史家、建築評論家。工学博士。東北大学大学院教授。

## 概要
- 都市・建築デザイン学講座を構成する都市・建築理論分野。
- 専門の建築史の他にも、映画やマンガ、アニメ、ゲームといった、建築とは直接関係しない分野も含めた幅広い知識を持っている。

## 略歴
- 1967年 フランス・パリ生まれ。父親は美学、母親は美術史の研究者で、両親がフランス留学中に生まれ、5歳までフランス西部のポワチエで育った[2]。家庭内でもフランス語だったため帰国時は日本語がわからなかった[2]。父親の仕事で千葉市から金沢市に転居し、金沢大学付属中学・高校に進学[2]。
- 1985年 金沢大学附属高等学校卒業。
- 1989年 東京大学工学部建築学科卒業。
- 1992年 東京大学大学院修士課程修了。
- 2000年 東京大学大学院博士課程「新宗教の空間 その理念と実践」で学位取得。（工学博士）
- 2002年 中部大学工学部建築学科講師。（2002年4月から）
- 2004年 中部大学工学部建築学科助教授。（2004年4月から）
- 2005年 東北大学大学院工学研究科・都市・建築学専攻助教授。（2005年4月から）
- 2009年 東北大学大学院工学研究科・都市・建築学専攻教授。（2009年9月から）
- 2010年 東北大学大学院SSD(Sendai School of Design)教授。- PBLスタジオ：メディア軸担当（2010年11月 - 2014年8月）
- 2011年 あいちトリエンナーレ2013の芸術監督に就任。（2011年8月）[3]
- 2014年 あいちトリエンナーレの功績により芸術選奨新人賞芸術振興部門を受賞。

## 活動
2008年には、第11回ヴェネツィアビエンナーレ国際建築展において、石上純也をアーティストに指名し、キュレーターとして選出された。展示名は"EXTREME NATURE: Landscape of Ambiguous Spaces"。日本館外部の庭には、ガラスと極細の鉄骨で作られた3つの温室が配され、その中には多種多様の植物が植えられた。一方、日本館内部は全ての壁及び壁柱をドローイングで埋め尽くした。これらは石上の植物に関するプロジェクトだが、全ては鉛筆を使った手書きによるものであった。各国メディアから、あたかも日本の「生け花」などと評され、注目を集めたが、金獅子賞受賞には至らなかった。会期終了後は帰国展の要望が多く寄せられた。しかしながら温室の移設が非常に困難であるなどの理由から、実現には至っていない。
また、TEPCOインターカレッジデザイン選手権、ユニオン造形デザイン賞、せんだいデザインリーグ、東海地区卒業設計合同展dipcolle、景観開花など審査員を歴任した。

### 近年の動向
南泰裕、山田幸司、倉方俊輔、北川啓介、松田達、大西麻貴らと建築系ラジオを主宰。
2015年7月、某メディアから国立競技場建設に関し電話取材を受けたが、ザハ・ハディド案について、全否定に近いコメントでなければ使えないという雰囲気があり、ボツになったことを明かした。世界最大級のザハ事務所に対する姿勢として、「今でもアンビルド呼ばわり」は失礼とも言及した。

## 著書

### 単著
- 『終わりの建築／始まりの建築 ポスト・ラディカリズムの建築と言説』（INAX出版、2001年2月）
- 『新宗教と巨大建築』（講談社現代新書、2001年）
  - 『新編 新宗教と巨大建築』（ちくま学芸文庫、2007年）
- 『近代の神々と建築 靖国神社からソルトレイク・シティまで』（廣済堂出版、2002年）
- 『戦争と建築』（晶文社、2003年9月）
- 『読んで旅する 世界の名建築』（光文社新書、2004年）
- 『過防備都市』（中公新書ラクレ、2004年）
- 『現代建築のパースペクティブ 日本のポスト・ポストモダンを見て歩く』（光文社新書、2005年）
- 『美しい都市・醜い都市 現代景観論』（中公新書ラクレ、2006年）
- 『現代建築に関する16章 空間、時間、そして世界』（講談社現代新書、2006年）
- 『映画的建築／建築的映画』（春秋社、2009年）
- 『建築はいかに社会と回路をつなぐのか』（彩流社、2010年1月）
- 『現代日本建築家列伝 社会といかに関わってきたか』（河出書房新社「河出ブックス」、2011年10月）
- 『被災地を歩きながら考えたこと』（みすず書房、2011年11月）
- 『忘却しない建築』（春秋社 2015年）
- 『日本建築入門 近代と伝統』（筑摩書房「ちくま新書」 2016年）
- 『ル・コルビュジエがめざしたもの 近代建築の理論と展開』（青土社、2018年8月）
- 『モダニズム崩壊後の建築 1968年以降の転回と思想』（青土社、2018年9月）
- 『建築の東京』（みすず書房、2020年4月）
- 『誰のための排除アート？　不寛容と自己責任論』（岩波ブックレット、2022年6月）

### 共著・編著
- 『エヴァンゲリオン快楽原則』（編、第三書館、1997年）
- 『建築の書物／都市の書物』（編、INAX出版、1999年）
- 『アジア建築研究 トランスアーキテクチャー／トランスアーバニズム』（共編著、INAX出版、1999年
- 『ビルディングタイプの解剖学』（大川信行との共著、王国社、2002年12月）
- 『リノベーション・スタディーズ 第三の方法』（リノベーション・スタディーズ共編、INAX出版、2003年）
- 『エディフィカーレ・リターンズ』（南泰裕と共編、DNPアートコミュニケーションズ、2003年
- 『初学者の建築講座 建築計画』（佐藤考一との共著、市ケ谷出版社、2004年）
- 『卒業設計で考えたこと。そしていま』（編、彰国社、2005年）
- 『リノベーションの現場 協働で広げるアイデアとプロジェクト戦略』（リノベーション・スタディーズ共編、彰国社、2005年
- 『卒業設計で考えたこと。そしていま2』（編、彰国社、2006年）
- 『見えない震災 建築・都市の強度とデザイン』（編、みすず書房、2006年
- 『「結婚式教会」の誕生』村瀬良太共著（春秋社、2007年）
- 『近代建築史』（鈴木博之編著 横手義洋共著、市ケ谷出版社、2008年）
- 『藤本壮介|原初的な未来の建築』藤本壮介,伊東豊雄,藤森照信共著 LIXIL出版 現代建築家コンセプト・シリーズ 2008
- 『建築と植物』（編、INAX出版、2008年
- 『建築と音楽』（菅野裕子との共著、NTT出版、2008年）
- 『建築学生のハローワーク』（編、彰国社、2009年）
- 『ヤンキー文化論序説』（編、河出書房新社、2009年
- 『界面(インタフェース)をとく 現代建築のゆくえ』細田雅春著 五十嵐対談 日刊建設通信新聞社 2010
- 『現代建築家99』多木浩二,飯島洋一共編 新書館 2010
- 『空想皇居美術館』彦坂尚嘉,新堀学共編著 朝日新聞出版 2010
- 『建築・都市ブックガイド21世紀』編 彰国社 建築文化シナジー 2010
- 『ぼくらが夢見た未来都市』磯達雄共著 PHP新書 2010
- 『3.11/After 記憶と再生へのプロセス』監修 LIXIL出版 2012
- 『3・11万葉集 復活の塔』（彦坂尚嘉、芳賀沼整と共編著、彩流社、2012年）
- 『おかしな建築の歴史』（編、エクスナレッジ、2013年）
- 『あいち建築ガイド 歩いて楽しむ街ミュージアム』あいちトリエンナーレ実行委員会共監修 美術出版社 2013
- 『今こそ訪ねてみたい日本の現代建築』市川紘司共監修 学研パブリッシング 2013
- 『窓へ 社会と文化を映しだすもの』東北大五十嵐研究室共編著 日刊建設通信新聞社 2013
- 『高層建築が一番わかる 建設・保守・解体を基礎から学べる』佐藤考一,朝吹香菜子,椚座基道共著 技術評論社 しくみ図解 2014
- 『3.11以後の建築 社会と建築家の新しい関係』山崎亮共編著 学芸出版社 2014
- 『戦後日本住宅伝説 挑発する家・内省する家』監修 新建築社 2014
- 『藤村龍至|プロトタイピング-模型とつぶやき』藤村龍至,ケン・タダシ・オオシマ共著 LIXIL出版 現代建築家コンセプト・シリーズ 2014
- 『窓から建築を考える』東北大学五十嵐太郎研究室,市川紘司共編著 彰国社 2014
- 『窓と建築の格言学 窓学』東北大学五十嵐太郎研究室共編著 フィルムアート社 2014
- 『ようこそ建築学科へ! 建築的・学生生活のススメ』監修 松田達,南泰裕,倉方俊輔,北川啓介編著 学芸出版社 2014
- 『レム・コールハースは何を変えたのか』（南泰裕との共編、鹿島出版会、2014年
- 『14歳からのケンチク学』編 彰国社 2015
- 『くらべてわかる世界の美しい美術と建築』編著 エクスナレッジ 2015
- 『地方で建築を仕事にする 日常に目を開き、耳を澄ます人たち』編 学芸出版社 2016
- 『世界の美しい窓』東北大学都市・建築理論研究室共編著 エクスナレッジ 2017
- 『日本の建築家はなぜ世界で愛されるのか』東北大学都市・建築理論研究室共著 2017 (PHP新書

## DVD
- ランドスケープ・オブ・アーキテクチャーズ 世界の建築鑑賞シリーズ（監修・解説、アップリンク）